# Астрометрија
Астрометрија (грч. Αστρομετρία) или астрономија положаја је грана астрономије која изучава положај, удаљеност и кретање звезда и других свемирских објеката. Она даје астрономима упоредни оквир за њихова посматрања и разумевање универзалног времена. Астронометрија је фундаментална у доменима као што су свемирска механика, звездана динамика, галактичка астрономија. Она је основа за посматрање и изучавање динамике тела из Сунчевог система, омогућавајући потрвду Коперникових прципа и хелиоцентризма. Астрометрија разрађује мерне методе и истражује властита кретање тела, прецесију и астрономску нутацију, због којих се мењају положаји небеских тела у току времена. Обухвата сферну астрометрију у ужем смислу, мерење времена, геодетску, геофизичку, фундаменталну (меридијанску), екваторијалну и астрографску астрометрију те радиоастрометрију, а свака од њих употребљава за то намењене телескопе.
Сферна астрометрија обухвата геометријске односе на небеској сфери и временске промене на њој, те зато утврђује сферне координатне системе: хоризонтски, екваторски, еклиптички и галактички. У хоризонтском систему координате су азимут и угаона висина (односно зенитна даљина), у екваторском су ректасцензија (односно сатни угао) те деклинација (односно полна удаљеност), у еклиптичком еклиптичка дужина и ширина, у галактичком галактичка дужина и ширина. Сатни угао и деклинација чине месне екваторијалне координате, док ректасцензија и деклинација чине небеске екваторијалне координате. Ректасцензија и сатни угао надопуњују се на звездано време. Време је у сферној астрометрији независна променљива величина, а јединица за мерење је звездани дан (сидерички дан), који износи 23  56  4,09 . Координате небеских тела мењају се због њихових властитих кретања, због аберације светлости, дневне и годишње паралаксе, те због нутације и Земљине прецесије.
Фундаментална астрометрија одређује екваторијалне координате небеских тела проматрањима у небеском меридијану релативно према кретањима Земље. У астрографској астрометрији положаји се тела мере на фотографској плочи односно рачунарском заслону (монитору) с обзиром на референтне звезде. Прецизност мерења положаја знатно се побољшава употребом мерних инструмената изван Земљине атмосфере. Радиоастрометрија мери положаје небеских радиоизвора с радио телескопима, а употребом интерконтиненталне мреже радиотелескопа прецизношћу премашује мерења у оптичком подручју (дугобазична интерферометрија).

## Историја
Почеци астронометрије датирају још из античког доба. У другом веку пре нове ере, Хипарх са Родоса створио је први звездани каталог и скалу видне магнитуде. Временом, астронометрија је претрпела многе промене везане за проналазак Сунчаног сата, астролаба, телескопа и секстанта. У данашње време, мерење раздаљине веома удаљених објеката се врши фотометријским методама или секундарним индикаторима као што су закон Тули-Фишер који се користи за галаксије, који одређује максималну брзину једне звезде у апсолутној магнитуди галаксије.

### Координатни систем
Астронометрија се може изводити уз помоћ различитих свемирских координатних система. Најједноставнији је хоризонтални координатни систем, који подразумева употребу локалне сфере. Али, модерна астронометрија се служи поларним координатним системом за одређивање правца звезда. Свака звезда је представљена једном тачком на сфери. За одређивање положаја једне тачке треба је пренети на две вертикалне равни које пролазе кроз центар сфере уз помоћ друга два угла.
Велики број фактора доводи до грешака у одређивању положаја звезда, почевши од временских прилика, непрецизности инструмената као и због људског фактора. Велики број грешака може бити смањен уз помоћ мноштва техника мерења и побољшања рада инструмената као и кроз исправку добијених резултата.

### Паралакса
Од 1989. до 1993. године, вештачки сателит Хипакус, лансиран од стране Европске свемирске агенције, вршио је мерење паралаксе 118 хиљада звезда са прецизношћу од лучног минута што омогућава одређивање раздаљине звезда од више од 1.000 парсека. Био је то први прорачун раздаљине између Земље и најближих звезда методом триангулације где је Земљина орбита узета као референтна мера.

## Астрономски инструменти
Астрономски инструменти су мерни инструменти за праћење положаја небеских тела на небеској сфери и свих врста зрачења која од њих пристижу. Човек боље упознаје свет тако што га мери. Мерења на небеској сфери спроводе се од почетка астрономије. Била она једноставна, као она која спроводе аматери, или сложена, као она која се спроводе у савремено опремљеним звездарницама или опсерваторијумима, сви имају заједничка начела.

### Телескоп
Основни астрономски инструмент је телескоп, који се покреће у две међусобно окомите равни. За одређивање смерова у тим равнима служе угломери. Сам монокулар има задатак да олакша посматрање небеског тела. Пре проналаска телескопа у ту су сврху служиле визирне линије, које су биле изведене чисто механички. Осе, око којих се телескоп покреће и равни у којима се покреће, постављају се или у систему хоризонтског координатног система, или у систему небеског екваторског координатног система. У првом случају постављање телескопа је алтазимутско, у другом случају екваторско или паралактичко. У астрометрији астрономски инструменти примењују алтазимутну уградњу. За мерење хоризонтских координата користи се теодолит, као мањи преносни инструмент, и већи, универзални инструмент. Пасажни инструмент постављен је у равни небеског меридијана и специјализован је за мерење времена и угаоне висине звезде; њиме се запажају звезде при проласку кроз небески меридијан. Иста мерења обавља, али је прецизније изведен, меридијански круг; његови се мерни подаци примењују за налажење координата небеских тела у екваторском систему, деклинација и ректасцензија. Мерењима зенитних даљина звезда намењен је зенитни телескоп (хоризонтски координатни систем). Као преносни мерни инструмент за мерење висина неких сјајних тела, првенствено Сунца, употребљава се секстант.
Телескоп у екваторској уградњи има круг деклинација и круг ректасцензија. Угломери на тим круговима првенствено служе зато да се телескоп лакше усмери у звезду дане деклинације и ректасцензије. Та је уградња непосредно прилагођена праћењу дневног кретања небеске сфере. Сатни механизам покреће телескоп с порастом сатног угла звезде, а деклинација оптичке осе далекозора је стална.

## Одређивање земљописне ширине места и деклинација звезда
Угаона висина северног небеског пола једнака је земљописној ширини места у којем се посматрач налази. Када би се у северном небеском полу налазила нека Поларна звезда, а тиме тачка пола била непосредно видљива, тада би се земљописна ширина могла одредити на најједноставнији начин, мерењем угаоне висине небеског пола. Најближа сјајна звезда, Северњача, одмакнута је ипак од северног небеског пола готово за 1°, те се мерењем нене угаоне висине добија само приближна вредност земљописне ширине.
Тачнији поступак темељи се на поређењу угаоне висине неке циркумполарне звезде у њезиној доњој и горњој кулминацији. Звезде обилазе око Земљине осе вртње по кружницама, те ће њихова највећа, а и најмања угаона висина зависити од положаја небеског пола изнад обзора, а тиме и о земљописној ширини. Ако се посматра дневна кружница звезде која постиже горњу коњукцију северно од зенита (резултат разматрања је друкчији за звезду која горњу кулминацију постиже јужно од зенита), те се може закључити да је земљописна ширина једнака средњој вредности угаоних висина h звезде у часу њене горње и доње кулминације:
φ = (hG + hD) / 2
Два мерења једне звезде, у тренуцима кулминације, воде мерењу земљописне ширине. Мерење земљописне ширине није ствар прошлости, и не води се само при оснивању звездарница, већ се на тим мерењима заснивају и поступци геодезије, и истраживања облика Земље, и владање Земљине осе вртње. Нађено је тако да се Земљини полови непрестано помичу у односу на површину Земље, на њезино тло, и то по десетак метара годишње, по кривој која наликује спирали.
Угаона висина звезде у доњој и горњој кулминацији зависи од још једне величине, а то је деклинација звезде. Једноставним рачунским поступком налази се деклинација звезде:
δ = 90° - (hG - hD) / 2
тако се у начелу с два мерења угаоне висине звезде у небеском меридијану одређује деклинација звезде. Познавање деклинација звезда значи уједно да се познаје и положај небеског екватора. Тај се положај затим утврђује на угломеру инструмента. Тек тада се могу одређивати и деклинације оних звезда које се опажају само у горњој кулминацији, док им је доња кулминација испод обзора. Једно од таквих тела је Сунце. Важан задатак астрометрије је одређивање деклинације Сунца.

## Одређивање земљописне дужине места
Места која се налазе на истом меридијану имају исто месно време. Разлика два месна времена једнака је разлици земљописних дужина, изражених у временској мери. Зато се одређивање земљописне дужине своди на одређивање разлике времена. Време које се употребава може бити и Сунчево и звездано време. Помоћу Сунца најједноставније се земљописне дужине одређују тако да се опажа пролазак Сунца кроз небески меридијан.
Мјрења земљописне дужине проводе се и опажањем звезда с познатим координатама. Опажање звезде води одређивању звезданог времена. На пример, ако звезда пролази меридијаном, нена је ректансцензија управо једнака месном звезданом времену S. Истог часа у гриничком меридијану звездано време је . Ако се замисли ли да је пролетна тачка прошла и дати меридијан и гринички, може се осведочити да је звездано време старије од времена у Гриничу. Разлика је управо једнака земљописној дужини:
λ = S – So
Источне земљописне дужине су позитивне. Звездано време у Гриничу сазнаје се бележењем координираног светског времена УТЦ у часу мотрења. Наиме, подаци о односу светског времена и звезданог времена за исти меридијан објављује се за сваку годину у астрономским календарима.

## Информатички програм
За астрономе аматере постоји више програма за вршење астронометрије. Неки су сложени а неки једноставнији. Астронометрика Херберта Рада пружа пуно анализа идеалних за потребе астронома аматера. Друго веома ефикасно дело је ЛагонАстронометрија Бенџамина Баква. Али је више намењено за идентификацију објеката.